# Vallerotonda
Vallerotonda ist eine Gemeinde in der Provinz Frosinone in der italienischen Region Latium mit 1391 Einwohnern (Stand 31. Dezember 2023). Sie liegt 148 km südöstlich von Rom und 70 km südöstlich von Frosinone.

## Geographie
Vallerotonda liegt auf einem Hügel am Rande der Monti della Meta.
Ein großer Teil des Gemeindegebiets gehört zum Nationalpark Abruzzen, Latium und Molise.
Es ist Mitglied der Comunità Montana Valle di Comino.
Die Nachbargemeinden sind Acquafondata, Cervaro, Filignano (IS), Rocchetta a Volturno (IS), San Biagio Saracinisco, Sant’Elia Fiumerapido, Viticuso

## Bevölkerungsentwicklung
| Jahr      | 1861 | 1881 | 1901 | 1921 | 1936 | 1951 | 1971 | 1991 | 2001 |
| --------- | ---- | ---- | ---- | ---- | ---- | ---- | ---- | ---- | ---- |
| Einwohner | 3120 | 3618 | 4001 | 3427 | 3134 | 3692 | 2122 | 2072 | 1853 |

Quelle: ISTAT

## Politik
Giovanni di Meo (Lista Civica: Bene Comune) wurde am 26. Mai 2019 zum neuen Bürgermeister gewählt.